# Scrubs: Interns
Scrubs: Interns es una serie de televisión estadounidense de estilo webisodio de la cadena ABC Studios, basada en la serie de comedia y drama Scrubs en su octava temporada.
Se centra en la vida y sucesos de los nuevos internos llegados al hospital Sagrado Corazón. Katie Collins (Betsy Beutler), Denise Mahoney (Eliza Coupe), Howie Gelder (Todd Bosley) y Sonja «Sunny» Day (Sonal Shah).
Los miembros de Scrubs hacen pequeñas apariciones en esta serie, destacando a Ted y Todd.
Los 10 webisodios estrenados en internet y otros 2 inéditos se incluyen en el DVD de la octava temporada de Scrubs, que salió a la venta el 25 de agosto de 2009.[cita requerida]
Algunos de los episodios se relacionan directamente con la trama de la serie principal.

## Reparto
- Sonal Shah: Sunny
- Eliza Coupe: Denise
- Betsy Beutler: Katie
- Todd Bosley: Howie
- Sam Lloyd: Theodore "Ted" Buckland
- Neil Flynn: El Conserje
- Robert Maschio:  Todd
- John C. McGinley: Dr. Percival Ulysses "Perry" Cox
- Zach Braff: Dr. Jonathan Michael "J.D." Dorian
- Sarah Chalke: Dra. Elliot Reid
- Donald Faison: Dr. Christopher "Turk" Duncan Turk
- Ken Jenkins: Dr. Robert "Bob" Kelso
- Judy Reyes: Carla Espinosa
- Taran Killam: Jimmy
- Kate Micucci: Stephanie Gooch
- Aziz Ansari: Ed
- Philip McNiven: Roy
- George Miserlis: Crispin
- Paul Perry: Randall
- Eren Celeboglu: un paciente

## Episodios
| N.º | Título                               | Dirigido por   | Escrito por      | Fecha de lanzamiento original |
| --- | ------------------------------------ | -------------- | ---------------- | ----------------------------- |
| 1   | «Our Intern Class»                   | Eren Celeboglu | Devin Mahoney    | 1 de enero de 2009            |
| 2   | «Our Meeting With J.D.»              | Eren Celeboglu | Melody Derloshon | 7 de enero de 2009            |
| 3   | «Our Meeting in the Broom Closet»    | Eren Celeboglu | Melody Derloshon | 13 de enero de 2009           |
| 4   | «Screw You with Ted and the Gooch»   | Eren Celeboglu | Melody Derloshon | 27 de enero de 2009           |
| 5   | «The Late Night with Jimmy Show»     | Eren Celeboglu | Ryan Kemp        | 3 de febrero de 2009          |
| 6   | «Our Meeting with the Braintrust»    | Eren Celeboglu | Devin Mahoney    | 10 de febrero de 2009         |
| 7   | «Legal Custodians Outtakes»          | Eren Celeboglu | Ryan Kemp        | 18 de marzo de 2009           |
| 8   | «Our Bedside Manner»                 | Eren Celeboglu | Devin Mahoney    | 25 de marzo de 2009           |
| 9   | «Our Meeting with Turk and the Todd» | Eren Celeboglu | Ryan Kemp        | 1 de abril de 2009            |
| 10  | «Our Final Advice»                   | Eren Celeboglu | Ryan Kemp        | 8 de abril de 2009            |
| 11  | «Our Meeting with Carla»             | Eren Celeboglu | Melody Derloshon | 25 de agosto de 2009          |
| 12  | «Legal Custodians Episode»           | Eren Celeboglu | Melody Derloshon | 25 de agosto de 2009          |